# 남상규 (강원도의원)
남상규(1966년 11월 28일 ~ )는 대한민국의 정치인이다. 제7대 춘천시의원, 제10대 강원도의원을 지냈다.

## 학력
- 강원대학교 대학원 경제학과 경제학 석사과정 수료
- 강원대학교 대학원 무역학과 무역학 석사과정 수료

## 경력
- 민주통합당 당무위원 겸 강원도당 춘천시 지역위원회 사무국장
- 사단법인 북한강생명포럼 사무처장
- 더불어민주당 당무위원 겸 강원도당 대변인
- 2014.07 ~ 2018.04: 제7대 춘천시의회 의원 (초선, 바 선거구)
- 2018.07 ~ 2022.06: 제10대 강원도의회 의원 (초선, 춘천시 제4선거구)

## 역대 선거 결과
|  | 14.43% |

|  | 48.66% |

|  | 42.50% |